# Lebenya Nkoka
Lebenya Nkoka (* 19. Oktober 1982) ist ein ehemaliger lesothischer Leichtathlet. Er war spezialisiert auf Marathonlauf.

## Sport
Lebenya Nkoka trat bei den Olympischen Sommerspielen 2016 in Rio de Janeiro an. Zusammen mit seinem Teamkollegen Tsepo Ramonene ging er im Marathonlauf an den Start. Er kam auf Platz 94.
Bei den Commonwealth Games 2022 in Birmingham erreichte er im Marathon mit seiner Jahresbestleistung Platz 9.